# HD 12039
HD 12039 (DK Кита) — переменная звезда, которая находится в созвездии Кита на расстоянии около 138 световых лет от нас. У звезды обнаружен осколочный диск.

## Характеристики
HD 12039 принадлежит к классу молодых жёлтых карликов. По массе она почти сравнима с нашим Солнцем. Возраст звезды оценивается приблизительно в 30 миллионов лет. Процесс формирования планет вокруг HD 12039 закончился совсем недавно, поэтому вся система наполнена «строительным мусором» — обломками планетезималей, пылью и газом, которые образуют осколочный диск. Подобный диск напоминает Пояс Койпера в нашей Солнечной системе. Звезда интересна для наблюдений тем, что очень похожа на наше Солнце в прошлом, когда Земля и Луна только-только сформировались.
HD 12039 принадлежит к группе звёзд возрастом около 30 млн лет, объединённых в ассоциацию Тукана-Часов.